# Сен-Тома (Верхняя Гаронна)
Сен-Тома́ (фр. Saint-Thomas, окс. Sent Tomàs) — коммуна во Франции, находится в регионе Юг — Пиренеи. Департамент — Верхняя Гаронна. Входит в состав кантона Сен-Лис. Округ коммуны — Мюре.
Код INSEE коммуны — 31518.

## География

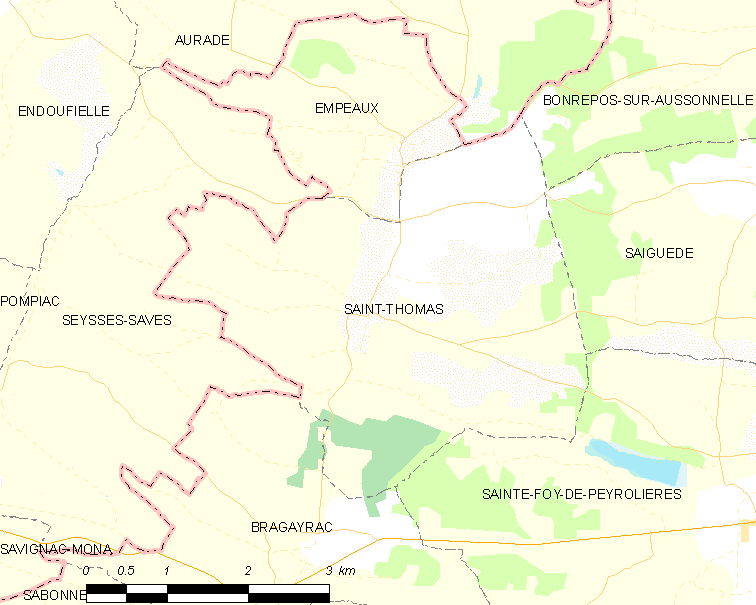
Карта коммуны

Коммуна расположена приблизительно в 610 км к югу от Парижа, в 31 км к западу от Тулузы.

## Климат
Климат умеренно-океанический. Зима мягкая и снежная, весна характеризуется сильными дождями и грозами, лето сухое и жаркое, осень солнечная. Преобладают сильные юго-восточные и северо-западные ветры.

## Население
Население коммуны на 2010 год составляло 565 человек.
| 1962 | 1968 | 1975 | 1982 | 1990 | 1999 | 2010 |
| ---- | ---- | ---- | ---- | ---- | ---- | ---- |
| 243  | 227  | 267  | 287  | 362  | 473  | 565  |

## Администрация
| Период | Период | Фамилия       | Партия | Примечания |
| ------ | ------ | ------------- | ------ | ---------- |
| 2001   | 2007   | Элиэт Порталь |        |            |
| 2007   | 2014   | Жермен Дорб   |        |            |
| 2014   | 2020   | Ален Пала     |        |            |

## Экономика
В 2010 году среди 364 человек трудоспособного возраста (15—64 лет) 282 были экономически активными, 82 — неактивными (показатель активности — 77,5 %, в 1999 году было 77,5 %). Из 282 активных жителей работали 254 человека (142 мужчины и 112 женщин), безработных было 28 (16 мужчин и 12 женщин). Среди 82 неактивных 24 человека были учениками или студентами, 29 — пенсионерами, 29 были неактивными по другим причинам.